# Hockey Club Lev 2011-2012
La stagione 2011-2012 è la 1ª che l'Hockey Club Lev gioca nella Kontinental Hockey League. Il Lev non è riuscito a qualificarsi per i playoff e si ha concluso la stagione al 21º posto della Lega, con 54 punti in 54 partite, top scorer della squadra è stato Ľuboš Bartečko con 30 punti (16 gol e 14 assist).

## Eventi della stagione
L'HC Lev fu ufficialmente ammesso alla KHL nel maggio 2011, così la squadra si è trasferita a Poprad dove hanno condiviso lo stadio con la squadra dell'HK Poprad che gioca nella Extraliga slovacca. Il 30 giugno 2011 quasi due mesi dopo essere stati ufficialmente ammessi alla KHL, il Lev ha annunciato l'acquisto dei primi cinque giocatori. Nel roster finale, la maggioranza dei giocatori erano di nazionalità slovacca e ceca. Come allenatore fu nominato il ceco Radim Rulík e come capitano della squadra fu nominato lo slovacco Ľuboš Bartečko.
L'inizio della stagione regolare del Lev era stata pianificata per il 10 settembre 2011 con una partita casalinga contro l'Avangard Omsk, ma a causa del disastro aereo della Lokomotiv Jaroslavl, l'inizio della stagione è stata rinviata e così la prima partita fu disputata il 12 settembre contro Metallurg Magnitogorsk. Per la prima vittoria bisogno aspettare la sesta partita il 26 settembre quando l'HC Lev batte 2-0 la Dinamo Riga.

## Staff tecnico
| Head Coach:      | Radim Rulík      |
| Assistant Coach: | Róbert Pukalovič |
| Assistant Coach: | Karel Pilař      |

## Roster
Aggiornato al 16 maggio 2012
| N. | Naz.                   | Ruolo | Nome                | Anno | Alt. | Peso | Tiro |
| -- | ---------------------- | ----- | ------------------- | ---- | ---- | ---- | ---- |
| 41 | Rep. Ceca (bandiera)   | P     | Petr Hruška         | 1990 | 180  | 84   | L    |
| 50 | Slovacchia (bandiera)  | P     | Ján Laco            | 1981 | 181  | 83   | L    |
| 1  | Slovacchia (bandiera)  | P     | David Marek         | 1991 | 180  | 68   | L    |
| 7  | Svezia (bandiera)      | D     | Alexander Hellström | 1987 | 190  | 97   | L    |
| 9  | Rep. Ceca (bandiera)   | D     | Jiří Hunkes         | 1984 | 183  | 80   | R    |
| 88 | Rep. Ceca (bandiera)   | D     | Bohumil Jank        | 1992 | 189  | 87   | L    |
| 25 | Stati Uniti (bandiera) | D     | Grant Lewis         | 1985 | 191  | 88   | R    |
| 24 | Slovacchia (bandiera)  | D     | Branislav Mezei     | 1980 | 192  | 104  | L    |
| 5  | Canada (bandiera)      | D     | Jonathan Sigalet    | 1986 | 185  | 84   | L    |
| 77 | Slovacchia (bandiera)  | D     | Martin Štrbák - A   | 1975 | 191  | 96   | L    |
| 23 | Slovacchia (bandiera)  | A     | Ľuboš Bartečko - C  | 1976 | 183  | 86   | L    |
| 18 | Slovacchia (bandiera)  | A     | Karol Csanyi        | 1991 | 183  | 82   | L    |
| 12 | Svezia (bandiera)      | A     | Karl Fabricius      | 1982 | 185  | 90   | L    |
| 21 | Slovacchia (bandiera)  | A     | Rudolf Huna         | 1980 | 178  | 81   | L    |
| 51 | Svezia (bandiera)      | A     | Emil Lundberg       | 1982 | 179  | 86   | L    |
| 20 | Rep. Ceca (bandiera)   | A     | Jakub Matai         | 1993 | 179  | 80   | L    |
| 61 | Slovacchia (bandiera)  | A     | Richard Mráz        | 1993 | 189  | 88   | R    |
| 13 | Rep. Ceca (bandiera)   | A     | Václav Nedorost     | 1982 | 186  | 86   | L    |
| 10 | Rep. Ceca (bandiera)   | A     | Štěpán Novotný      | 1990 | 187  | 86   | R    |
| 57 | Rep. Ceca (bandiera)   | A     | Jaroslav Šaršok     | 1990 | 198  | 97   | R    |
| 67 | Slovacchia (bandiera)  | A     | Jiří Sekáč          | 1992 | 187  | 74   | L    |
| 11 | Slovacchia (bandiera)  | A     | Rastislav Špirko    | 1984 | 175  | 79   | L    |

Legenda: P = Portiere, D = Difensore, A = Attaccante, L = sinistra, R = destra

## Trasferimenti

### In Estate
| Arrivi | Arrivi              | Arrivi                   | Arrivi     |
| R.     | Nome                | da                       | Modalità   |
| ------ | ------------------- | ------------------------ | ---------- |
| P      | Tomáš Duba          | Oceláři Trinec           | Free Agent |
| P      | Petr Hruška         | Energie Karlovy Vary U20 | Free Agent |
| P      | Ján Laco            | Nitra                    | Free Agent |
| P      | David Marek         | HK 36 Skalica U20        | Free Agent |
| D      | Alexander Hellström | Sibir’ Novosibirsk       | Free Agent |
| D      | Jiří Hunkes         | Bílí Tygři Liberec       | Free Agent |
| D      | Bohumil Jank        | Victoriaville Tigres     | Free Agent |
| D      | Tomáš Klouček       | Barys Astana             | Free Agent |
| D      | Grant Lewis         | Milwaukee Admirals       | Free Agent |
| D      | Branislav Mezei     | Pardubice                | Free Agent |
| D      | Vladimír Mihálik    | Norfolk Admirals         | Free Agent |
| D      | Karel Pilař         | CSKA Mosca               | Free Agent |
| D      | Maksim Rybalko      | Ermak Angarsk            | Free Agent |
| D      | Jonathan Sigalet    | Springfield Falcons      | Free Agent |
| D      | Martin Štrbák       | Dinamo Mosca             | Free Agent |
| A      | Stanislav Balán     | PSG Zlín                 | Free Agent |
| A      | Ľuboš Bartečko      | MODO                     | Free Agent |
| A      | Martin Chabada      | Södertälje SK            | Free Agent |
| A      | Karol Csanyi        | Piráti Chomutov U20      | Free Agent |
| A      | Dan DaSilva         | Worcester Sharks         | Free Agent |
| A      | Artëm Garifullin    | Ižstal Iževsk            | Free Agent |
| A      | Karl Fabricius      | Luleå                    | Free Agent |
| A      | André Hult          | Molot-Prikam'e Perm'     | Free Agent |
| A      | Rudolf Huna         | Vítkovice Steel          | Free Agent |
| A      | Aleš Ježek          | České Budějovice         | Free Agent |
| A      | Evgenij Korotkov    | Amur Chabarovsk          | Free Agent |
| A      | Jaroslav Kristek    | Košice                   | Free Agent |
| A      | Emil Lundberg       | Poprad                   | Free Agent |
| A      | Jakub Matai         | Litvínov U20             | Free Agent |
| A      | Juraj Mikúš         | Spartak Mosca            | Free Agent |
| A      | Richard Mráz        | Nitra U20                | Free Agent |
| A      | Ladislav Nagy       | MODO                     | Free Agent |
| A      | Václav Nedorost     | Metallurg Novok.         | Free Agent |
| A      | Tomáš Netík         | CSKA Mosca               | Free Agent |
| A      | Štěpán Novotný      | Swift Current Broncos    | Free Agent |
| A      | Peter Ölvecký       | KalPa                    | Free Agent |
| A      | Pavel Plotnikov     | Kristall Saratov         | Free Agent |
| A      | Jaroslav Šaršok     | České Budějovice U20     | Free Agent |
| A      | Jiří Sekáč          | Youngstown Phantoms      | Free Agent |
| A      | Rastislav Špirko    | Pardubice                | Free Agent |

| Partenze | Partenze            | Partenze         | Partenze                |
| R.       | Nome                | a                | Modalità                |
| -------- | ------------------- | ---------------- | ----------------------- |
| P        | Petr Hruška         | Tatranskí Vlci   | Retrocesso in MHL       |
| P        | David Marek         | Tatranskí Vlci   | Retrocesso in MHL       |
| D        | Alexander Hellström | Poprad           | Retrocesso in Extraliga |
| D        | Bohumil Jank        | Tatranskí Vlci   | Retrocesso in MHL       |
| D        | Maksim Rybalko      | Ermak Angarsk    | Risoluzione contratto   |
| A        | Stanislav Balán     | Poprad           | Retrocesso in Extraliga |
| A        | Karol Csanyi        | Tatranskí Vlci   | Retrocesso in MHL       |
| A        | Artëm Garifullin    | Kristall Saratov | Risoluzione contratto   |
| A        | André Hult          | Poprad           | Retrocesso in Extraliga |
| A        | Evgenij Korotkov    | Amur Chabarovsk  | Risoluzione contratto   |
| A        | Jakub Matai         | Tatranskí Vlci   | Retrocesso in MHL       |
| A        | Richard Mráz        | Tatranskí Vlci   | Retrocesso in MHL       |
| A        | Štěpán Novotný      | Tatranskí Vlci   | Retrocesso in MHL       |
| A        | Pavel Plotnikov     | Ermak Angarsk    | Risoluzione contratto   |
| A        | Jaroslav Šaršok     | Tatranskí Vlci   | Retrocesso in MHL       |
| A        | Jiří Sekáč          | Tatranskí Vlci   | Retrocesso in MHL       |

Legenda: P=Portiere; D=Difensore; A=Attacco

### In Stagione
| Arrivi | Arrivi              | Arrivi         | Arrivi          |
| R.     | Nome                | da             | Modalità        |
| ------ | ------------------- | -------------- | --------------- |
| P      | Petr Hruška         | Tatranskí Vlci | Promosso in KHL |
| P      | David Marek         | Tatranskí Vlci | Promosso in KHL |
| D      | Alexander Hellström | Poprad         | Promosso in KHL |
| D      | Bohumil Jank        | Tatranskí Vlci | Promosso in KHL |
| A      | Stanislav Balán     | Poprad         | Promosso in KHL |
| A      | Karol Csanyi        | Tatranskí Vlci | Promosso in KHL |
| A      | Jakub Matai         | Tatranskí Vlci | Promosso in KHL |
| A      | Richard Mráz        | Tatranskí Vlci | Promosso in KHL |
| A      | Štěpán Novotný      | Tatranskí Vlci | Promosso in KHL |
| A      | Jaroslav Šaršok     | Tatranskí Vlci | Promosso in KHL |
| A      | Jiří Sekáč          | Tatranskí Vlci | Promosso in KHL |

| Partenze | Partenze         | Partenze          | Partenze              |
| R.       | Nome             | a                 | Modalità              |
| -------- | ---------------- | ----------------- | --------------------- |
| P        | Tomáš Duba       | Piráti Chomutov   | Risoluzione contratto |
| D        | Tomáš Klouček    | Oceláři Trinec    | Risoluzione contratto |
| D        | Vladimír Mihálik | Timrå             | Prestito              |
| D        | Karel Pilař      | Växjö Lakers      | Risoluzione contratto |
| A        | Stanislav Balán  | Poprad            | Risoluzione contratto |
| A        | Martin Chabada   | Bienne            | Risoluzione contratto |
| A        | Dan DaSilva      | La Chaux-de-Fonds | Risoluzione contratto |
| A        | André Hult       | Donbas Donec'k    | Risoluzione contratto |
| A        | Aleš Ježek       | Tatranskí Vlci    | Retrocesso in MHL     |
| A        | Jaroslav Kristek | Košice            | Prestito              |
| A        | Juraj Mikúš      | TPS               | Prestito              |
| A        | Ladislav Nagy    | Dinamo Minsk      | Risoluzione contratto |
| A        | Tomáš Netík      | Växjö Lakers      | Prestito              |
| A        | Peter Ölvecký    | Växjö Lakers      | Risoluzione contratto |

Legenda: P=Portiere; D=Difensore; A=Attacco

### Scelte al Junior Draft
Aggiornato al 21 maggio 2012
| Rd | Nr  | Naz.                  | Nome               | Ruolo | Anno | Squadra                | Lega      |
| -- | --- | --------------------- | ------------------ | ----- | ---- | ---------------------- | --------- |
| 2  | 26  | Slovacchia (bandiera) | Marek Tvrdon       | A     | 1993 | Vancouver Giants       | WHL       |
| 3  | 56  | Russia (bandiera)     | Anton IvanjuŽenkov | A     | 1994 | Russkie Vitjazi        | MHL       |
| 3  | 57  | Russia (bandiera)     | Nikita Špakov      | A     | 1994 | Bílí Tygři Liberec U18 | Czech U18 |
| 3  | 83  | Russia (bandiera)     | Vladilen Zacharov  | A     | 1994 | Magnitogorsk U17       | RUS U17   |
| 4  | 109 | Rep. Ceca (bandiera)  | Jakub Jeřábek      | D     | 1991 | Plzeň 1929 U20         | Czech U20 |

Legenda: P = Portiere, D = Difensore, A = Attaccante, Rd = Giro in cui si è fatto la scelta, Nr. = Scelta Assoluta

## Statistiche

### Squadra
Aggiornato all'8 aprile 2013
| Competizione | Stagione regolare | Stagione regolare | Stagione regolare | Stagione regolare | Stagione regolare | Stagione regolare | Stagione regolare | Stagione regolare | Stagione regolare | Stagione regolare | Playoff | Playoff | Playoff | Playoff | Playoff | Playoff | Playoff |
| Competizione | Pti               | PG                | V                 | VS                | VR                | P                 | PS                | PR                | GF                | GS                | PG      | V       | VS      | P       | PS      | GF      | GS      |
| ------------ | ----------------- | ----------------- | ----------------- | ----------------- | ----------------- | ----------------- | ----------------- | ----------------- | ----------------- | ----------------- | ------- | ------- | ------- | ------- | ------- | ------- | ------- |
| KHL          | 54                | 54                | 13                | 0                 | 3                 | 19                | 4                 | 5                 | 125               | 162               | -       | -       | -       | -       | -       | -       | -       |

### Giocatori
Aggiornato al 31 maggio 2012
| Giocatore           | Stagione regolare | Stagione regolare | Stagione regolare | Stagione regolare | Stagione regolare | Playoff | Playoff | Playoff | Playoff | Playoff | Totale | Totale | Totale | Totale | Totale |
| Giocatore           | P                 | G                 | A                 | Pti               | PIM               | P       | G       | A       | Pti     | PIM     | P      | G      | A      | Pti    | PIM    |
| ------------------- | ----------------- | ----------------- | ----------------- | ----------------- | ----------------- | ------- | ------- | ------- | ------- | ------- | ------ | ------ | ------ | ------ | ------ |
| Ľuboš Bartečko      | 53                | 16                | 14                | 30                | 30                | -       | -       | -       | -       | -       | 53     | 16     | 14     | 30     | 30     |
| Tomáš Netík         | 42                | 17                | 11                | 28                | 26                | -       | -       | -       | -       | -       | 42     | 17     | 11     | 28     | 26     |
| Juraj Mikúš         | 44                | 12                | 16                | 28                | 46                | -       | -       | -       | -       | -       | 44     | 12     | 16     | 28     | 46     |
| Václav Nedorost     | 37                | 14                | 8                 | 22                | 22                | -       | -       | -       | -       | -       | 37     | 14     | 8      | 22     | 22     |
| Ladislav Nagy       | 30                | 7                 | 12                | 19                | 59                | -       | -       | -       | -       | -       | 30     | 7      | 12     | 19     | 59     |
| Rastislav Špirko    | 53                | 10                | 8                 | 18                | 8                 | -       | -       | -       | -       | -       | 53     | 10     | 8      | 18     | 8      |
| Karel Pilař         | 31                | 1                 | 16                | 17                | 34                | -       | -       | -       | -       | -       | 31     | 1      | 16     | 17     | 34     |
| Jaroslav Kristek    | 39                | 10                | 6                 | 16                | 14                | -       | -       | -       | -       | -       | 39     | 10     | 6      | 16     | 14     |
| Emil Lundberg       | 54                | 10                | 6                 | 16                | 26                | -       | -       | -       | -       | -       | 54     | 10     | 6      | 16     | 26     |
| Branislav Mezei     | 53                | 3                 | 11                | 14                | 117               | -       | -       | -       | -       | -       | 53     | 3      | 11     | 14     | 117    |
| Štěpán Novotný      | 34                | 5                 | 6                 | 11                | 16                | -       | -       | -       | -       | -       | 34     | 5      | 6      | 11     | 16     |
| Jiří Hunkes         | 48                | 1                 | 10                | 11                | 32                | -       | -       | -       | -       | -       | 48     | 1      | 10     | 11     | 32     |
| Jiří Sekáč          | 36                | 2                 | 8                 | 10                | 4                 | -       | -       | -       | -       | -       | 36     | 2      | 8      | 10     | 4      |
| Karl Fabricius      | 48                | 1                 | 7                 | 8                 | 20                | -       | -       | -       | -       | -       | 48     | 1      | 7      | 8      | 20     |
| Jonathan Sigalet    | 49                | 1                 | 7                 | 8                 | 30                | -       | -       | -       | -       | -       | 49     | 1      | 7      | 8      | 30     |
| Martin Chabada      | 35                | 4                 | 3                 | 7                 | 24                | -       | -       | -       | -       | -       | 35     | 4      | 3      | 7      | 24     |
| Rudolf Huna         | 49                | 2                 | 5                 | 7                 | 14                | -       | -       | -       | -       | -       | 49     | 2      | 5      | 7      | 14     |
| Grant Lewis         | 45                | 1                 | 6                 | 7                 | 32                | -       | -       | -       | -       | -       | 45     | 1      | 6      | 7      | 32     |
| Martin Štrbák       | 35                | 1                 | 4                 | 5                 | 32                | -       | -       | -       | -       | -       | 35     | 1      | 4      | 5      | 32     |
| Vladimír Mihálik    | 37                | 1                 | 4                 | 5                 | 37                | -       | -       | -       | -       | -       | 37     | 1      | 4      | 5      | 37     |
| Aleš Ježek          | 13                | 2                 | 0                 | 2                 | 18                | -       | -       | -       | -       | -       | 13     | 2      | 0      | 2      | 18     |
| Stanislav Balán     | 16                | 1                 | 1                 | 2                 | 4                 | -       | -       | -       | -       | -       | 16     | 1      | 1      | 2      | 4      |
| Richard Mráz        | 3                 | 0                 | 2                 | 2                 | 0                 | -       | -       | -       | -       | -       | 3      | 0      | 2      | 2      | 0      |
| Bohumil Jank        | 13                | 0                 | 1                 | 1                 | 12                | -       | -       | -       | -       | -       | 13     | 0      | 1      | 1      | 12     |
| Dan DaSilva         | 15                | 0                 | 1                 | 1                 | 10                | -       | -       | -       | -       | -       | 15     | 0      | 1      | 1      | 10     |
| Jakub Matai         | 19                | 0                 | 1                 | 1                 | 8                 | -       | -       | -       | -       | -       | 19     | 0      | 1      | 1      | 8      |
| Karol Csanyi        | 2                 | 0                 | 0                 | 0                 | 0                 | -       | -       | -       | -       | -       | 2      | 0      | 0      | 0      | 0      |
| Peter Ölvecký       | 6                 | 0                 | 0                 | 0                 | 0                 | -       | -       | -       | -       | -       | 6      | 0      | 0      | 0      | 0      |
| Jaroslav Šaršok     | 7                 | 0                 | 0                 | 0                 | 2                 | -       | -       | -       | -       | -       | 7      | 0      | 0      | 0      | 2      |
| Alexander Hellström | 20                | 0                 | 0                 | 0                 | 12                | -       | -       | -       | -       | -       | 20     | 0      | 0      | 0      | 12     |
| Tomáš Klouček       | 20                | 0                 | 0                 | 0                 | 18                | -       | -       | -       | -       | -       | 20     | 0      | 0      | 0      | 18     |

### Portieri
Aggiornato al 31 maggio 2012
| Giocatore   | Stagione regolare | Stagione regolare | Stagione regolare | Stagione regolare | Stagione regolare | Stagione regolare | Stagione regolare | Stagione regolare | Stagione regolare | Stagione regolare | Playoff | Playoff | Playoff | Playoff | Playoff | Playoff | Playoff | Playoff | Playoff | Playoff |
| Giocatore   | PG                | V                 | P                 | T                 | GA                | SV                | GAA               | %SV               | SH                | PMI               | PG      | V       | P       | T       | GA      | SV      | GAA     | %SV     | SH      | PMI     |
| ----------- | ----------------- | ----------------- | ----------------- | ----------------- | ----------------- | ----------------- | ----------------- | ----------------- | ----------------- | ----------------- | ------- | ------- | ------- | ------- | ------- | ------- | ------- | ------- | ------- | ------- |
| Ján Laco    | 27                | 11                | 16                | 827               | 70                | 757               | 2.57              | 91.5              | 5                 | 0                 | -       | -       | -       | -       | -       | -       | -       | -       | -       | -       |
| Tomáš Duba  | 27                | 10                | 17                | 756               | 82                | 674               | 3,00              | 89,2              | 1                 | 2                 | -       | -       | -       | -       | -       | -       | -       | -       | -       | -       |
| Petr Hruška | -                 | -                 | -                 | -                 | -                 | -                 | -                 | -                 | -                 | -                 | -       | -       | -       | -       | -       | -       | -       | -       | -       | -       |
| David Marek | -                 | -                 | -                 | -                 | -                 | -                 | -                 | -                 | -                 | -                 | -       | -       | -       | -       | -       | -       | -       | -       | -       | -       |

## Risultati
Legenda:PP=Gol in superiorità numerica; SH=Gol in inferiorità numerica; EN=Gol a porta vuota; PS=Gol su tiro di rigore
| Arbitri: | A. Čerenkov G. Roman |

|                         |           |                                                                 |
| Ľ. Bartečko 38:40 48:17 | Marcatori | 20:33 (PP) 59:56 (EN) A. But 36:41 R. Mamašev 26:20 J. Aaltonen |

| Arbitri: | Ju. Cyplakov A. Vasil'ev |

|                |           |                                                         |
| T. Netík 59:57 | Marcatori | 31:16 M. Beljaev 55:28 (PP) I. Magogin 55:55 I. Emeleev |

| Arbitri: | A. Čerenkov S. Semënov |

|                                                                    |           |                   |
| M. Weinhandl 03:21 F. Fedorov 36:13 M. Rybin 39:01 P. Průcha 55:59 | Marcatori | 00:49 V. Nedorost |

| Arbitri: | D. Bondar A. Šemjakin |

|                                              |                |                                                      |
| J. Niskala 09:36 (PP) 25:01 K. Rudenko 22:02 | Marcatori      | 05:17 T. Netík 30:03 V. Nedorost 51:29 (PP) B. Mezei |
| U. Dmitry B. Radivojevič                     | Shootout 1 – 0 | T. Netík D. DaSilva L. Nagy                          |

| Arbitri: | R. Gofman E. Odinš |

|                                                           |           |                               |
| V. Buravčikov 19:27 S. Širokov 33:54 T. Surový 52:17 (PP) | Marcatori | 38:29 J. Hunkes 52:50 L. Nagy |

| Arbitri: | M. Buturlin-ml A. Čerenkov |

|  |           |                                        |
|  | Marcatori | 38:59 R. Špirko 45:18 (PP) V. Nedorost |

| Arbitri: | V. Bulanov E. Odinš |

|                                                                             |           |                        |
| V. Nedorost 27:53 (PP) R. Špirko 28:42 J. Mikúš 54:11 M. Chabada 56:57 (SH) | Marcatori | 38:59 (PP) M. Solov'ëv |

| Arbitri: | V. Bulanov E. Odinš |

|                                      |           |                                                                                         |
| V. Nedorost 12:27 (PP) R. Huna 46:44 | Marcatori | 21:28 (PP) P. Vrana 26:31 (PP) V. Alexandrov 35:00 (PP) A. Osipov 59:59 (EN) D. Tarasov |

| Arbitri: | A. Anisimov K. Olenin |

|                                          |                |                                             |
| L. Bartečko 43:14 T. Netík 46:44 (PP)    | Marcatori      | 03:26 (PP) D. Petrasek 22:18 (PP) J. Enlund |
| Ľ. Bartečko J. Mikúš D. DaSilva K. Pilař | Shootout 1 – 0 | V. Tarasenko J. Lehterä Ju. Petrov          |

| Arbitri: | A. Anisimov K. Olenin |

|                                                                    |           |  |
| M. Chabada 03:05 J. Mikúš 29:49 Ľ. Bartečko 35:12 J. Kristek 35:51 | Marcatori |  |

| Arbitri: | M. Buturlin A. Čerenkov |

|                                                               |           |                                         |
| J. Sprukts 03:18 M. Karsums 13:58 (PP) 30:08 M. Rēdlihs 33:56 | Marcatori | 16:12 (SH) E. Lundberg 53:45 M. Chabada |

| Arbitri: | S. Karabanov P. Komarov |

|                       |           |                                                                 |
| N. Kapanen 37:00 (PP) | Marcatori | 18:32 (PP) Ľ. Bartečko 20:46 34:58 T. Netík 59:59 (SH) B. Mezei |

| Arbitri: | A. Sergeev A. Belov |

|                                                         |           |                                                                                   |
| I. Polygalov 01:17 (PP) M. Cibák 07:26 A. Islamov 13:09 | Marcatori | 17:43 J. Mikúš 19:55 (SH) Ľ. Bartečko 34:45 (PP) 42:39 L. Nagy 43:53 K. Fabricius |

| Arbitri: | M. Buturlin A. Šemjakin |

| |           |                                                                             |
| S. Zinov'ev 20:37 (PS) A. Svitov 33:28 O. Saprykin 40:58 55:51 (PP) A. Radulov 49:09 (PP) 50:58 (PP) | Marcatori | 10:39 J. Mikúš 26:16 Ľ. Bartečko 30:48 (PP) 46:44 L. Nagy 43:03 V. Nedorost |

| Arbitri: | S. Semënov R. Gofman |

|                                         |           |                                                                                            |
| L. Nagy 19:38 J. Mikúš 22:15 52:51 (PP) | Marcatori | 13:13 (PP) F. Warg 24:16 (PP) J. Sprukts 32:31 (PP) 59:29 (PP) M. Karsums 55:55 G. Galviņš |

| Arbitri: | A. Čerenkov Ju. Cyplakov |

| |           |                |
| T. Surový 18:50 (PP) I. Zubov 27:47 (PP) 33:49 N. Persson 37:51 (PP) M. Pašnin 54:37 A. Badjukov 55:46 | Marcatori | 25:44 T. Netík |

| Arbitri: | D. Bondar A. Šemjakin |

|                                           |                |                               |
| C. Linglet 09:20 (PP) J. Platt 25:14 (PP) | Marcatori      | 46:40 K. Pilař 54:47 S. Balán |
| Z. Irgl J. Platt D. Meleško               | Shootout 2 – 1 | D. DaSilva L. Nagy J. Kristek |

| Arbitri: | A. Zacharov A. Sergeev |

|  |           |                                                                                      |
|  | Marcatori | 37:35 T. Martensson 38:23 M. Weinhandl 55:20 (PP) P. Thoresen 57:47 (PP) V. Tichonov |

| Arbitri: | A. Belov S. Gusev |

|                        |           |                                              |
| Ľ. Bartečko 42:39 (PP) | Marcatori | 09:25 A. Frolov 18:01 55:36 (PP) R. Červenka |

| Arbitri: | A. Belov S. Gusev |

|                                                                        |           |  |
| E. Lundberg 07:48 22:58 J. Mikúš 08:49 J. Kristek 29:23 J. Sekáč 31:02 | Marcatori |  |

| Arbitri: | A. Vasil'ev Ju. Cyplakov |

|                                                                                               |           |                                                           |
| V. Nedorost 12:53 (PP) 21:45 (SH) 35:44 R. Špirko 25:33 Ľ. Bartečko 32:56 G. Lewis 57:44 (PP) | Marcatori | 08:48 A. Panarin 16:07 (PP) N. Točickij 27:56 G. Belousov |

| Arbitri: | A. Vasil'ev Ju. Cyplakov |

|                              |           |                                              |
| V. Nedorost 12:08 26:41 (PP) | Marcatori | 11:38 21:10 (PP) R. Ljudučin 37:06 A. Junkov |

| Arbitri: | V. Gašilov D. Bondar |

| |           |                                                                     |
| V. Kostjučënok 10:32 (PP) F. Savčenko 30:45 (PP) A. Krutov 39:41 D. Kazionov 50:21 A. Loginov 64:12 (PP) | Marcatori | 05:53 V. Nedorost 16:40 (PP) L. Nagy 50:53 R. Huna 51:43 J. Kristek |

| Arbitri: | R. Kadyrov V. Kiselev |

|                                          |           |                |
| M. Jakucenja 05:00 53:31 R. Giroux 39:41 | Marcatori | 18:54 T. Netík |

| Arbitri: | V. Gašilov K. Olenin |

|                                     |           |                |
| K. Dallman 49:19 B. Bochenski 60:10 | Marcatori | 24:18 T. Netík |

| Arbitri: | A. Sergeev A. Čerenkov |

|                                                                                  |           |                                 |
| I. Neprjaev 06:08 V. Tichonov 13:23 40:36 P. Průcha 32:07 (PP) A. Kručinin 46:03 | Marcatori | 24:44 J. Mikúš 47:36 J. Kristek |

| Arbitri: | V. Nalivajko I. Safiullin |

|                           |           |  |
| T. Netík 17:56 59:54 (PP) | Marcatori |  |

| Arbitri: | A. Šemjakin D. Bondar |

|                                                   |                |                                                     |
| Ľ. Bartečko 30:33 J. Sekáč 47:49 S. Novotný 48:12 | Marcatori      | 25:32 D. Kokarev 30:16 V. Kozlov 30:33 G. Šafigulin |
| T. Netík L. Nagy K. Pilař                         | Shootout 3 – 2 | V. Kozlov M. Kvapil J. Klepiš                       |

| Arbitri: | Ja. Deev A. Ravodin |

|                        |                |                           |
| A. Frolov A. Perežogin | Shootout 1 – 0 | T. Netík L. Nagy K. Pilař |